# トネ

トネの紋章

トネ Thônexは、スイス連邦、ジュネーヴ州のレマン湖の南、フランスと国境をなす基礎自治体(コミューンcommune)。ジュネーヴ州のシェヌ＝ブジュリー、シェヌ＝ブール、シュレ、ピュプランジュ、ヴァンドゥーヴル、アルヴ川をはさんでヴェイリエのコミューン、フランス、オート＝サヴォワ県との国境で囲まれている。
シェヌ＝ブジュリー、シェヌ＝ブールのコミューンと共に、トロワ＝シェヌ Trois-Chêneと呼ばれるが、この3つは1869年までは一つのまとまったコミューンであった。

## データ
- 面積:3.82 km²
- 人口:13251人(2008年1月)